# Onychoprion
Onychoprion – rodzaj ptaków z podrodziny rybitw (Sterninae) w rodzinie mewowatych (Laridae).

## Zasięg występowania
Rodzaj obejmuje gatunki występujące na wybrzeżach Azji, Ameryki Północnej oraz w tropikalnej i subtropikalnej części oceanów.

## Morfologia
Długość ciała 32–45 cm, rozpiętość skrzydeł 73–94 cm; masa ciała 83–240 g.

## Systematyka

### Etymologia
- Onychoprion: gr. ονυξ onux, ονυχος onukhos „pazur, szpon”; πριων priōn, πριονος prionos „piła”[9].
- Planetis: gr. πλανητις planētis „wędrowiec”, od πλαναω planaō „wędrować”[10]. Gatunek typowy: Sterna guttata Wagler, 1830 (= Sterna fuscata Linnaeus, 1766).
- Haliplana: gr. ἁλιπλανος haliplanos „morski wędrowiec”, od ἁλι- hali- „morski-”, od ἁλς hals, ἁλος halos „morze”; πλανος planos „wędrujący”, od πλαναω planaō „wędrować”[11]. Gatunek typowy: Sterna fuliginosa J.F. Gmelin, 1789 (= Sterna fuscata Linnaeus, 1766).
- Thalassipora: gr. θαλασσοπορος thalassoporos „podróżować po morzu”, od θαλασσα thalassa, θαλασσης thalassēs „morze”; πορος poros „podróż”, od πορευω poreuō „podróżować”[12]. Gatunek typowy: Sterna infuscata M.H.C. Lichtenstein, 1823 (= Sterna fuscata Linnaeus, 1766).
- Melanosterna: gr. μελας melas, μελανος melanos „czarny”; rodzaj Sterna Linnaeus, 1758 (rybitwa)[13]. Gatunek typowy: Sterna anaethetus Scopoli, 1786.
- Dipsaleon: gr. διψαλεος dipsaleos „spragniony” (od rzekomego stanu, w którym ptak ten przemierza morze), od διψα dipsa „pragnienie”[14]. Nowa nazwa dla Planetis Wagler, 1832.

### Podział systematyczny
Do rodzaju należą następujące gatunki:
- Onychoprion aleuticus (S.F. Baird, 1869) – rybitwa aleucka
- Onychoprion fuscatus (Linnaeus, 1766) – rybitwa czarnogrzbieta
- Onychoprion anaethetus (Scopoli, 1786) – rybitwa brunatnogrzbieta
- Onychoprion lunatus (Peale, 1848) – rybitwa pacyficzna